# Bundesligaschandaal
Het Bundesligaschandaal was een van de grootste omkoopaffaires in de Duitse hoogste voetbalklasse, de Bundesliga, die plaatsvond in het seizoen 1970/71. De clubs Arminia Bielefeld en Rot-Weiß Oberhausen zaten in acute degradatienood en hadden wedstrijden gemanipuleerd om toch in de Bundesliga te kunnen blijven. Het schandaal was de voornaamste aanleiding om in het seizoen 1974/75 met een tweede professionele voetbalklasse te starten, de 2. Bundesliga.

## Geschiedenis

### Voorgeschiedenis
Duitsland kende tot 1963 geen hoogste klasse, maar vijf Oberliga's die op regionaal niveau georganiseerd waren. Er begonnen wel vanaf de jaren 30 stemmen op te gaan om een hoogste, professionele voetbalklasse te organiseren. In 1932 werd een eerste voorstel gedaan om een 'Reichsliga' op te richten, maar de regionale bonden tekenden verzet aan. Het jaar daarop kwamen de nazi's aan de macht. Zij voerden een eerste reorganisatie door: zij brachten het aantal regionale speelklassen terug van 55 Kreis- of Bezirksliga's naar 16 Gauliga's. De kampioenen streden daarna om de titel.
Na de Tweede Wereldoorlog mislukten in 1949 en 1958 twee nieuwe voorstellen om een 'Bundesliga' op te richten. De regionale bonden tekenden opnieuw verzet aan, omdat ze vreesden dat door de professionalisering het voetbal meer om het geld zou draaien. In het begin van de jaren 60 begon de kloof tussen de grotere clubs in de regionale Oberliga's, zoals 1. FC Kaiserslautern en de kleinere clubs te groot te worden. Zulke clubs stonden vaak eenzaam aan de top en werden te weinig uitgedaagd. Dat vertaalde zich ook in de slechtere resultaten op het WK voetbal 1962 in Chili. De Duitse Mannschaft strandde in kwartfinales. Er kwam een nieuw voorstel voor de Bundesliga op tafel en dit keer gaven de regionale bonden toe. Het seizoen 1963/64 werd het eerste seizoen van de Bundesliga.
De oude Oberliga's werden door de Regionalliga's vervangen als tweede klasse die uitsluitend voor amateurclubs open waren. Een profclub die naar de Regionalliga degradeerde, kreeg dus het statuut van amateurploeg. Een degradatie naar het amateurniveau of semiprofessioneel niveau kon een profclub daardoor zowel financieel als sportief laten ineenstorten: de club kon minder geld uitgeven en de beste spelers zouden andere oorden opzoeken. Er ontstond opnieuw een kloof in het Duitse voetbal: er was geen professionele onderbouw voor de Bundesliga, waardoor profclubs soms tot het uiterste gingen om niet naar het amateurniveau te zakken. Dat alles zou naar een van de grootste schandalen uit het Duitse voetbal leiden.

### Het schandaal breekt los
In het seizoen 1970/71 waren promovendus Arminia Bielefeld en Rot-Weiß Oberhausen in degradatiegevaar geraakt waardoor beide ploegen begonnen met spelers om te kopen om koste wat kost in de Bundesliga te blijven. Vooral voor Bielefeld was in de Bundesliga blijven een erezaak als eerste Bundesligaploeg uit Oost-Westfalen. Daarnaast zou een degradatie naar de Regionalliga een financiële ramp betekenen voor de ploegen. Daarom manipuleerden beide ploegen verschillende matchen met als resultaat het behoud ten koste van Rot-Weiß Essen en Kickers Offenbach. Bijna was het bedrog geslaagd, maar dat was buiten de voorzitter van Offenbach, Hans-Gregorio Canellas, gerekend. Hij was in het schandaal betrokken omdat hij afgeperst was door Manfred Manglitz, de toenmalige doelman van 1. FC Köln en omdat hijzelf ook verschillende matchen had proberen te manipuleren. Terwijl Bielefeld en Oberhausen op 5 juni, de laatste speeldag, het behoud vierden, liet Canellas een dag later op zijn verjaardagsfeest de bom barsten. Op zijn verjaardagsfeest liet hij in het bijzijn van DFB-officials en journalisten verschillende geluidsopnames horen waarop hij verschillende omkooppogingen had geregistreerd. Verschillende DFB-officials verlieten daarop geschokt het feest en de pers berichtte uitvoerig over het 'Bundesligaschandaal'.
Zo had Schalke 04 voor ongeveer 40.000 D-Mark de overwinning aan Bielefeld verkocht, waardoor veel spelers van de ploeg, waaronder enkele internationals, geschorst werden. In totaal werden er 52 spelers, 2 trainers (Egon Piechaczek van Arminia Bielefeld en Günter Brocker van Rot-Weiß Oberhausen) en zes ploegofficials gestraft. Canellas hoorde hier ook bij, omdat hij enkele pogingen geveinsd had dat hij op de omkooppoging inging. Het bestuur van Bielefeld bleef ondanks de drukkende bewijslast lang hardnekkig volhouden dat de club niks met het schandaal te maken had, maar in november 1971 gaf het bestuur toch toe dat ze medeplichtig waren. 

### De gevolgen van het schandaal
Bielefeld en Oberhausen verloren hun licentie voor de Bundesliga en Bielefeld, de hoofdrolspeler in de hele affaire moest gedwongen naar de Regionalliga, de tweede klasse, degraderen. Bielefeld mocht weliswaar aan zijn tweede Bundesligaseizoen (71/72) beginnen, maar kreeg geen punten en degradeerde op het einde van het seizoen. Oberhausen slaagde er wel in om in de Bundesliga te blijven, maar degradeerde in het seizoen 72/73 uiteindelijk. Oberhausen zou daarna nooit meer in de Bundesliga spelen. Bielefeld kon zich echter wel herpakken en in 1978 opnieuw naar de Bundesliga promoveren.
Om te vermijden dat zo'n schandaal zich nog eens zou voordoen, besloot de DFB in 1973 om een tweede professionele liga als onderbouw op te richten, de 2. Bundesliga in twee reeksen met elk 20 ploegen. Ondanks het nieuwe systeem hadden de Bundesliga en het voetbal in Duitsland enorme imagoschade opgelopen. In het seizoen 71/72 daalde het aantal supporters van 6.550.000 (70/71) naar 5.731.400 en in het seizoen 72/73 zelfs naar 5.326.500. Pas vanaf het volgende seizoen begonnen de toeschouwersaantallen weer sterk te stijgen.

## Gemanipuleerde matchen

### 17 april 1971 - 28ste speeldag
- FC Schalke 04 - Arminia Bielefeld 0:1

Voor deze wedstrijd had Bielefeld elke speler van Schalke voor 2.300 D-Mark omgekocht. Alleen doelman Dieter Burdenski was niet op de hoogte van de omkoperij omdat hij er bij de laatste training niet bij was en daar werd net het nakende bedrog ontvouwen.

### 5 mei 1971 - inhaalwedstrijd van de 24ste speeldag
- 1. FC Köln-Rot-Weiß Essen 3:2

De doelman van Keulen, Manglitz eiste 25.000 DM van Canellas, anders zou hij tijdens de wedstrijd 'een paar dingen door de vingers laten glippen'. Essen was namelijk een directe concurrent van Offenbach om in de Bundesliga te blijven. Canellas betaalde de gevraagde som.

### 22 mei 1971 - 32ste speeldag
- 1. FC Köln - Rot-Weiß Oberhausen 2:4

Manglitz werd voor deze wedstrijd omgekocht.
- MSV Duisburg - Arminia Bielefeld 4:1

Bielefeld had een speler van Duisburg 60.000 DM betaald om de andere spelers in te lichten, hen mee te sleuren en de match te verliezen. De speler deed dat echter niet en betaalde na de wedstrijd het grootste deel van het geld terug, behalve het deel dat voor hem bestemd was.

### 29 mei 1971 - 33ste speeldag
- Arminia Bielefeld - VfB Stuttgart 1:0

Bielefeld had voor deze wedstrijd 3 spelers voor elk 5000 DM omgekocht. Daarnaast waren er nog 25.000 DM aan 'bijkomende kosten' voor de geldbodes. Bielefeld maakte het doelpunt in de 89ste minuut.

### 5 juni 1971 - 34ste speeldag
- Eintracht Braunschweig - Rot-Weiß Oberhausen 1:1

Bielefeld beloofde voor een zege van Braunschweig eerst 120.000 DM, later 170.000 DM aan Braunschweig. 100.000 DM werden als voorschot betaald, na de wedstrijd kreeg de club nog 40.000 Mark.
- Hertha BSC - Arminia Bielefeld 0:1

Canellas bood drie spelers van Hertha 140.000 DM aan om een nederlaag van Bielefeld te bewerkstelligen. Een manager van Bielefeld had de spelers echter al 220.000 DM voor een zege van Bielefeld aangeboden. Hertha kreeg na de zege van Bielefeld 250.000 DM.
- 1. FC Köln - Kickers Offenbach 4:2

Canellas had aan Manglitz gevraagd, hoeveel hij voor een zege van Offenbach vroeg. Manglitz vroeg 100.000 DM voor zichzelf en vijf van zijn medespelers. Toch verloor Offenbach, waardoor de club degradeerde.